# Stars in Shorts
Pour plus de détails, voir Fiche technique et Distribution.
Stars in Shorts est un film regroupant sept courts métrages réalisé par divers réalisateurs, sorti en 2012.

## Fiche technique du film
- Titre original : Stars in Shorts
- Date de sortie : États-Unis : 28 septembre 2012

## Les courts métrages

### Sexting

#### Fiche technique
- Réalisation : Neil LaBute
- Scénario : Neil LaBute
- Costumes : Anita Patrickson
- Photographie : Bradley Stonesifer
- Montage : Tim Harms
- Production : Tim Harms
- Pays de production : États-Unis
- Année : 2010
- Langue originale : anglais
- Format : noir et blanc
- Durée : 8 minutes
- Date de sortie : États-Unis : 9 octobre 2010 (Hamptons International Film Festival)

#### Distribution
- Julia Stiles : Young Woman
- Marin Ireland : Wife
- Jamie Anderson : Other Woman

### After School Special

#### Fiche technique
- Réalisation : Jacob Chase
- Scénario : Neil LaBute
- Photographie : Danny Grunes
- Montage : Jacob Chase
- Production :Andrew Carlberg
  - Production déléguée : Jon Huertas
- Pays de production : États-Unis
- Année : 2011
- Langue originale : anglais
- Format : couleur
- Genre : comédie dramatique
- Durée : 10 minutes
- Date de sortie : États-Unis : 23 juin 2011  (Palm Springs International Shortfest)

#### Distribution
- Sarah Paulson : Woman
- Wes Bentley : Man
- Sam Cohen : Boy

### Friend Request Pending

#### Fiche technique
- Réalisation : Chris Foggin
- Scénario : Chris Croucher (en)
- Costumes : Hannah Wood
- Photographie : Simon Tindall
- Montage : Christopher Ranson
- Musique : Michael Ferguson
- Production : Chris Croucher
  - Production déléguée : Simon Curtis, Michael Elliott, Jim Mooney, Walli Ullah
- Pays de production : Royaume-Uni
- Année : 2012
- Format : noir et blanc
- Genre : comédie dramatique
- Durée : 12 minutes
- Date de sortie : États-Unis : 28 septembre 2012 (New York City, New York)

#### Distribution
- Judi Dench : Mary
- Tom Hiddleston : Tom
- Philip Jackson : Trevor

### Prodigal

#### Fiche technique
- Réalisation : Benjamin Grayson
- Scénario : Benjamin Grayson, Travis Crim
- Décors : Brittany Bradford
- Costumes : Anna Seltzer
- Photographie : Polly Morgan, Haris Zambarloukos
- Montage : Richard Conkling, Daniel McGivray
- Musique : Ran Jackson
- Production : Trenton Waterson
  - Production déléguée : Annie Baria, Joseph Malloch
- Pays de production : États-Unis
- Année : 2011
- Format : couleur
- Genre : comédie dramatique, science-fiction
- Durée : 25 minutes
- Date de sortie : États-Unis : 1er septembre 2011

#### Distribution
- Kenneth Branagh : Mark Snow
- Winter Ave Zoli : Angela O'Neil
- Jennifer Morrison : Agent Rachel Mintz

### Not Your Time

#### Fiche technique
- Réalisation : Jay Kamen
- Scénario : Jay Kamen
- Décors : Carlos Fernandez
- Costumes : Megan Maclean
- Photographie : Michael Nie
- Montage : Jay Kamen, R.J. Kizer
- Musique : Larry Blank, Jay Kamen
- Production : Dawn Bridgewater, Reggie Joseph, Jay Kamen, Marjorie Mann
  - Production déléguée : James L. Honore
  - Production associée : Amy V. Dewhurst, Francisco Pacheco, Kathleen Rodriguez, Virtic Brown
  - Coproduction : Jane Lanier
- Société(s) de production : Mission Filmworks
- Pays de production : États-Unis
- Année : 2010
- Format : couleur – 35 mm – 1,85:1 – Dolby Digital
- Genre : comédie, musique
- Durée : 25 minutes
- Date de sortie : États-Unis : 24 septembre 2010

#### Distribution
- Jason Alexander : Sid Rosenthal
- Valarie Pettiford : Angel of Death
- Kathy Najimy : Sid's Mother

### Steve

#### Fiche technique
- Réalisation : Rupert Friend
- Scénario : Rupert Friend
- Décors : Katrina Dunn
- Costumes : Liza Bracey
- Photographie : George Richmond
- Montage : Tania Clarke
- Musique : Sam Crowe
- Production : Jessica Cole, Rupert Friend, Anthony Haas, Rachel Kennedy
  - Production déléguée : James Gallimore
- Société(s) de production : Beat Pictures, Atlantic Swiss Productions, Biscuit Pictures
- Pays de production : Royaume-Uni
- Année : 2010
- Format : couleur – 1,33:1 – Dolby Digital
- Genre : drame
- Durée : 16 minutes
- Date de sortie : États-Unis : 21 octobre 2010 (London Film Festival)

#### Distribution
- Colin Firth : Steve
- Keira Knightley : Woman
- Tom Mison : Man

### The Procession

#### Fiche technique
- Réalisation : Robert Festinger
- Scénario : Robert Festinger
- Décors : Michael Fitzgerald
- Costumes : Frank Helmer
- Photographie : Joel Deutsch
- Montage : Lucia Zucchetti (en)
- Musique : Jon Wygens
- Production : Tatiana Kelly, Roberta Marie Munroe
  - Production déléguée : Darren Bernstein, Scott Bernstein, Amy Brown, Nick Morton, Nikki Nardizzi, Melissa Perzin, Adam Perzin, Rick Rosenthal, Sheila Sachs, Larry Sachs, Tara Sandler, Jill Stern, Barry Wachman, Marsha Wachman
- Pays de production : États-Unis
- Année : 2012
- Format : couleur
- Genre : comédie
- Durée :  minutes
- Date de sortie : nc

#### Distribution
- Lily Tomlin : Jason's mom
- Jesse Tyler Ferguson : Jason
- Lucy Punch :